# Lytechinus pictus
Lytechinus pictus is een zee-egel uit de familie Toxopneustidae.
De wetenschappelijke naam van de soort werd in 1867 gepubliceerd door Addison Emery Verrill.

## Synoniemen
- Lytechinus anamesus H.L. Clark, 1912